# Koishikawa

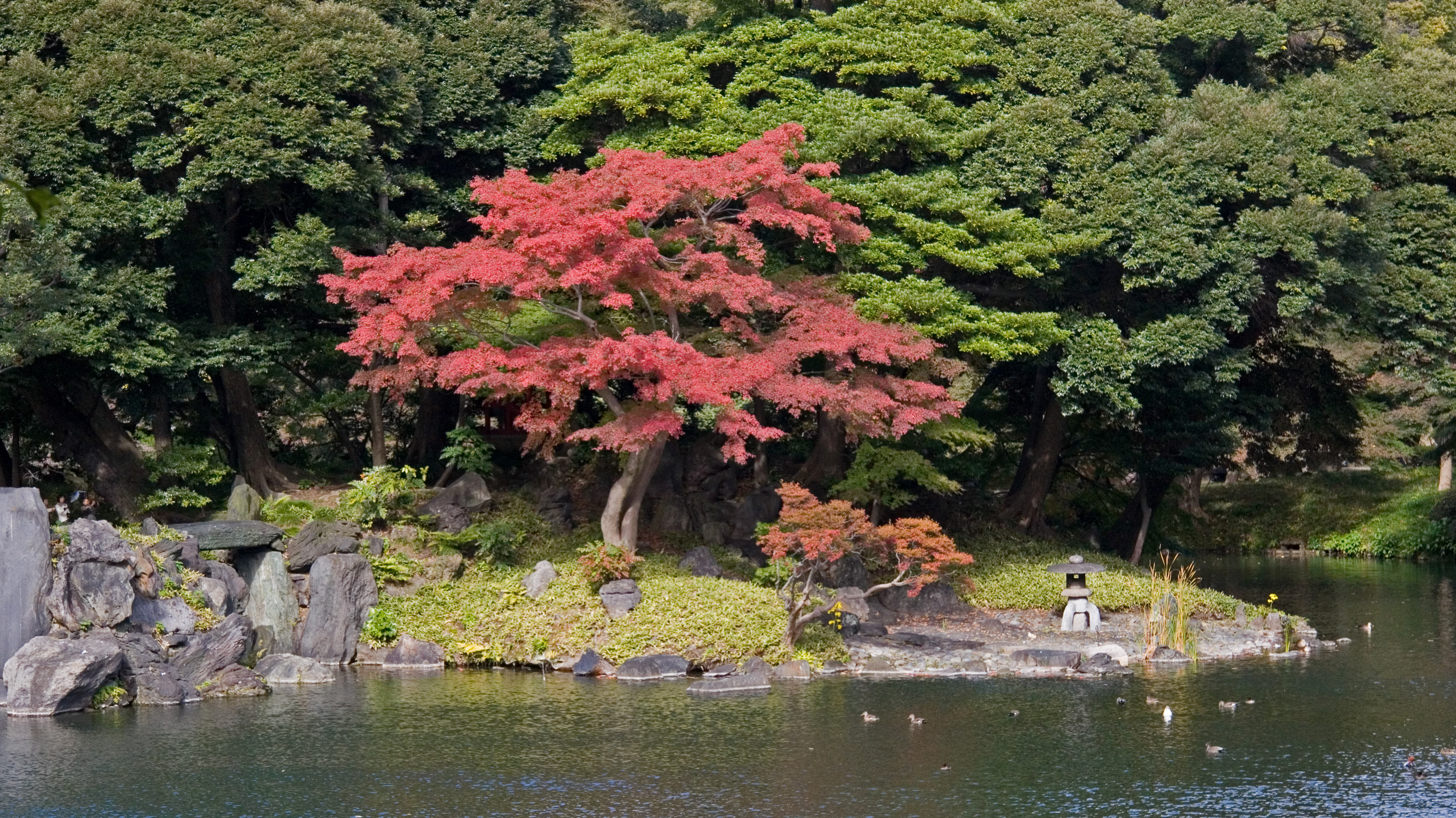
Koishikawa Kōraku-en

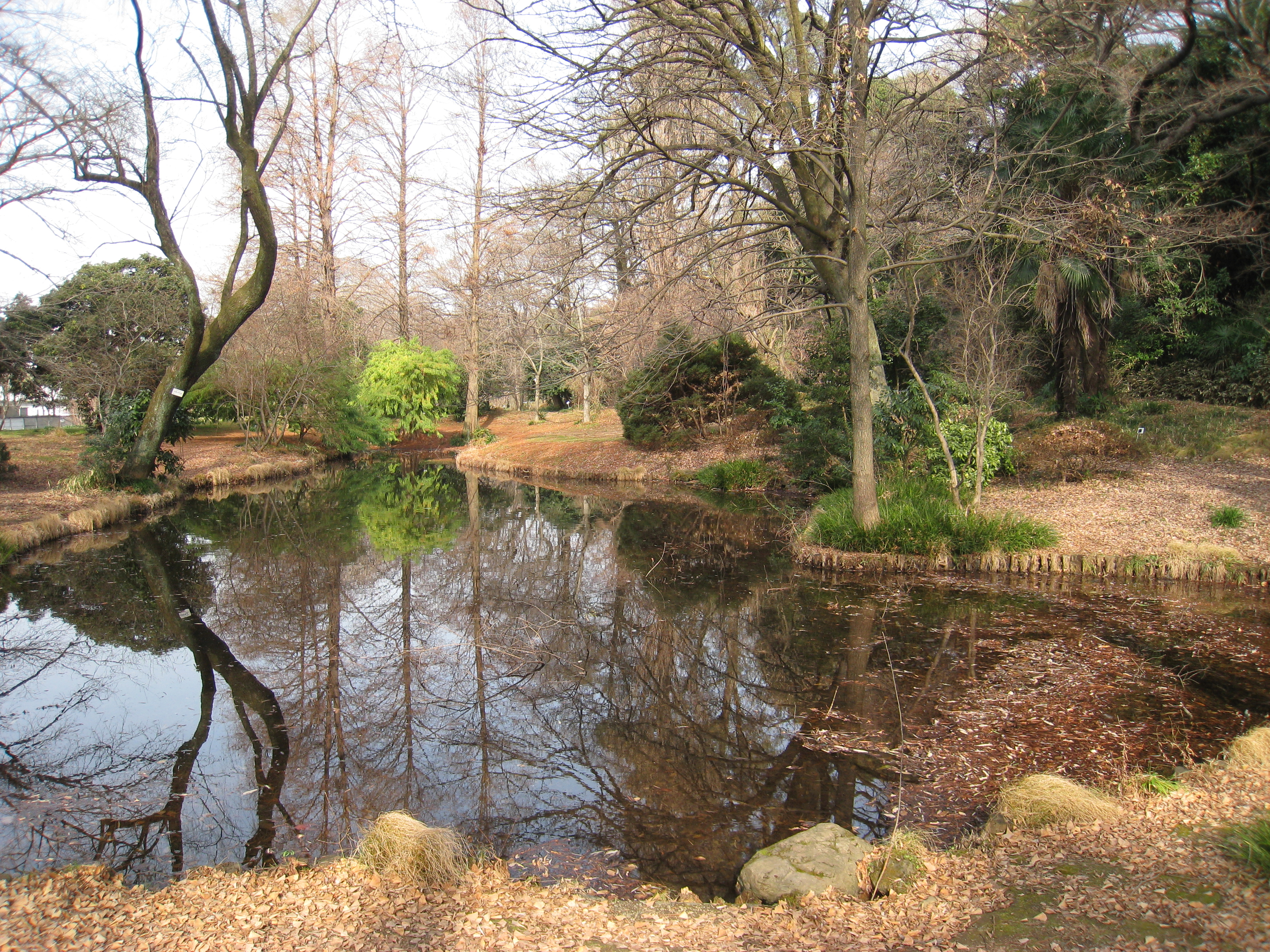
Koishikawa Shokubutsuen

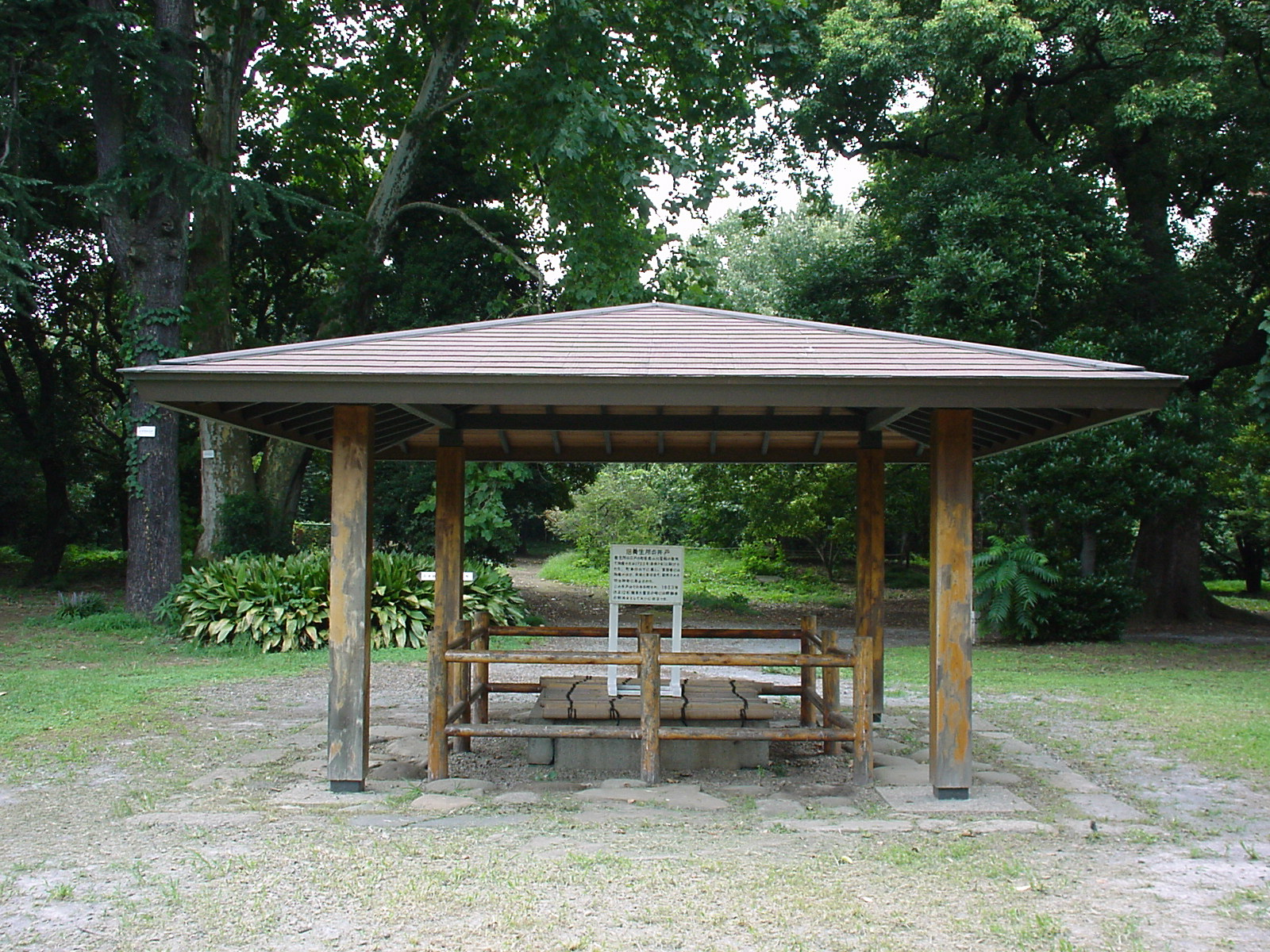
Puits du Koishikawa Yojosho

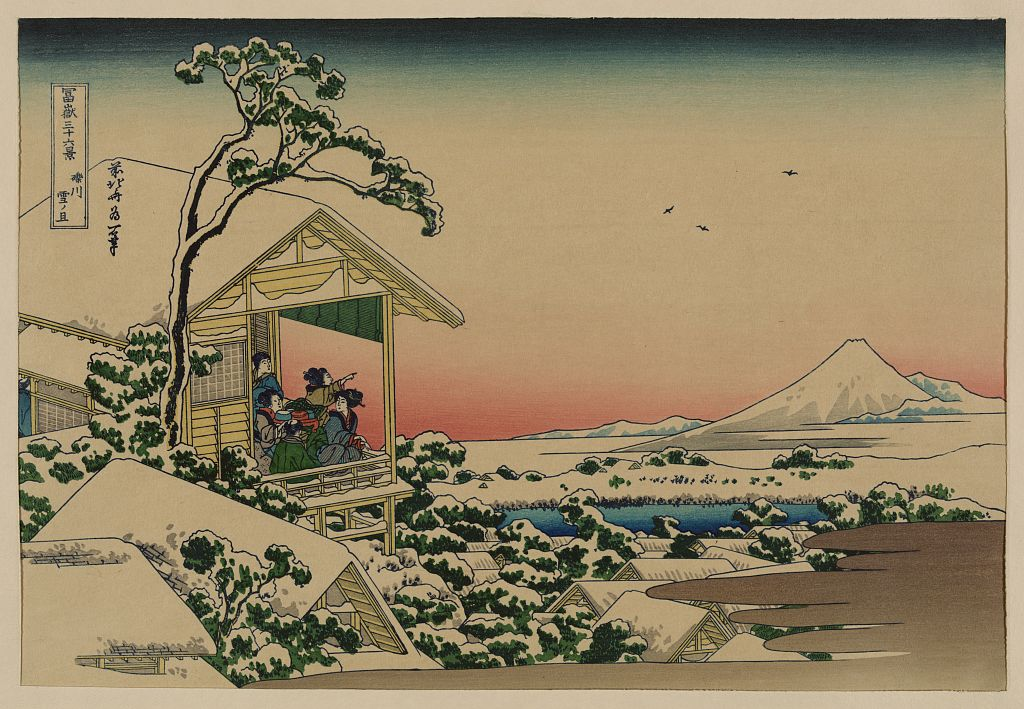
Hokusai

Koishikawa (小石川) est l'un des quartiers de l'arrondissement de Bunkyō (文京区, Bunkyō-ku) à Tokyo. Le quartier est essentiellement résidentiel.

## Lieux remarquables
- Koishikawa Kōraku-en, le plus ancien jardin de Tōkyō
- Koishikawa Shokubutsuen, jardins botaniques de Koishikawa, dépendants de l'université de Tokyo
- Tokyo Dome, parc d'attractions dont le centre commercial Laqua est surmonté d'une grande roue et de montagnes russes.

## Transports
Ce quartier est desservi par train dans les gares :
- Hakusan (白山駅, Hakusan-eki?)
- Kōrakuen (後楽園駅, Kōrakuen-eki?)
- Myōgadani (茗荷谷駅, Myōgadani-eki?)

## Histoire
À l'emplacement de l'actuel Tokyo Dome et du jardin Koishikawa Kōraku-en, se trouvait autrefois l'arsenal de Koishikawa, un site militaire d'importance durant l'ère Meiji.
Dans les jardins botaniques se trouvait Koishikawa Yojosho (en), un dispensaire pour les pauvres créé en 1722, fermé au cours de l'ère Meiji. Ce dispensaire est le lieu où pratiquait le médecin Ogawa Shosen, qui a inspiré le personnage du docteur Barberousse du livre de Shūgorō Yamamoto et du film de Akira Kurosawa. Le puits, seul vestige des installations de l'époque, a permis de sauver de nombreuses victimes du séisme de Kantō de 1923 par l'abondance et la qualité de son eau.

## Personnalités liées
- Kyōsho (1785-1840), peintre, y mourut.